# Gymnocorymbus thayeri
Gymnocorymbus thayeri är en fiskart som beskrevs av Eigenmann, 1908. Gymnocorymbus thayeri ingår i släktet Gymnocorymbus och familjen Characidae. Inga underarter finns listade i Catalogue of Life.